# Literatura afrykańska
Literatura afrykańska – pojęcie bardzo obszerne i nieścisłe, oznaczające najogólniej rzecz biorąc wszelkie przejawy działalności piśmienniczej na obszarze kontynentu afrykańskiego. W nieco węższym rozumieniu pojęcie to obejmuje zbiór dokonań literackich poszczególnych krajów tego kontynentu, zwykle z wyłączeniem arabskojęzycznego kręgu kulturowego Afryki Północnej. Główny akcent kładzie się przy tym na tzw. literaturę Czarnej Afryki, tj. piśmiennictwo, powstające bez względu na język (rodzimy czy też byłego mocarstwa kolonialnego) w krajach Afryki subsaharyjskiej. Najczęściej pomija się też – niezupełnie słusznie – posiadającą długie i bogate tradycje literaturę etiopską (w języku amharskim oraz geez) oraz literaturę, tworzoną w języku afrikaans.
Szeroko rozumiana literatura afrykańska może się dziś pochwalić czterema noblistami. Są to w kolejności: tworzący w języku angielskim Nigeryjczyk Wole Soyinka (nagroda za rok 1986), arabskojęzyczny Egipcjanin Nadżib Mahfuz (nagroda za rok 1988) i dwójka Południowoafrykańczyków, tworzących w języku angielskim Nadine Gordimer (za rok 1991) oraz John Maxwell Coetzee (nagroda za rok 2003).

## Literatura Czarnej Afryki

### Literatura ustna (oratura)
- proza narracyjna, służąca przekazaniu wiedzy – bajki, mity, legendy, przekazy historyczne, opowieści inicjacyjne
- pieśni pochwalne, wojenne, okolicznościowe, liryczne itp.
- przysłowia i sentencje
- zagadki

### Literatura pisana w językach rodzimych
- Literatura w językach posiadających własny alfabet, wzorce tradycyjne
  - amharski, geez – kroniki, żywoty świętych
  - hausa (adżami) – poematy religijne
  - suahili (adżami, potem pismo łacińskie) – literatura dworska – poezja, kroniki
- Literatura odchodząca od wzorców tradycyjnych – dramaty, opowiadania, powieści, nowoczesna poezja.

### Literatura pisana w językach europejskich
Bujnie rozwija się literatura afrykańska pisana w językach europejskich, głównie w językach angielskim i francuskim, ale także w portugalskim i w dużo mniejszym stopniu hiszpańskim.
- Literatura frankofońska
  - Senegal: Léopold Sédar Senghor, Ousmane-Socé Diop, Ousmane Sembène (1923-)
  - Kamerun: Ferdinand Léopold Oyono, Francis Bebey, Mongo Beti
  - Ahmadou Kourouma (1927-2003)

- Literatura anglofońska
  - Nigeria: Wole Soyinka, Cyprian Ekwensi, Chinua Achebe, Elechi Amadi, Ben Okri, Amos Tutuola (1920-1997)
  - Kenia: James Ngugi (Ngũgĩ wa Thiong’o) (1938-), Margaret Ogola
  - RPA: Lewis Nkosi, Nadine Gordimer, John Maxwell Coetzee
  - Kamerun: Calixte Beyala (1961-)

- Literatura powstająca w języku portugalskim
  - Angola: Agostinho Neto, Pepetela, Mia Couto, Oscar Bento Ribas

- Literatura hiszpańskojęzyczna
  - Gwinea Równikowa: María Nsué Angüe